# 지니 TV
지니 TV(영어: Genie TV)는 대한민국 통신사인 KT가 제공하는 IPTV 서비스로, 다양한 실시간 방송과 주문형 비디오, OTT 콘텐츠를 고화질로 시청할 수 있는 통합 미디어 플랫폼이다.

## 주요 상품
지니 TV에서 제공하는 방송 서비스는 다음과 같다.
- 지니TV 라이브(IPTV 전용 상품) - 실시간 방송과 VOD를 즐길 수 있는 서비스
- 지니TV 스카이라이프(위성 및 IPTV 겸용 상품) - KT스카이라이프와 제휴한 실시간 HD 위성 방송과 지니TV VOD를 동시에 즐길 수 있는 서비스(채널 180개, 풀HD 채널 137개)
- 지니 기가 UHD TV - 풀HD의 4배 선명한 화질, 기존 셋탑 대비 3배 빠른 속도(CPU 1만 dmips 메모리 3gb)
- 지니 TV 플레이(구. Seezn) - 모바일에서 지니TV 채널 및 VOD를 이용할 수 있는 모바일TV 서비스 (80여 개 실시간 채널, 7만 여 편의 VOD 제공. 월정액 가입 시 실시간 채널, 무료 콘텐츠 3만 5천 편 이용 가능)

## 연혁
- 2004년 6월 홈엔 론칭
- 2006년 9월 브랜드네임 변경 홈엔 → 메가패스TV
- 2007년 7월 브랜드네임 변경 메가패스TV → 메가TV
- 2007년 9월 D&P 서비스 시작으로 전국 상용화
- 2008년 1월 네이버 검색 론칭 및 MBC 유료화
- 2008년 2월 TPS 출시
- 2008년 9월 실시간방송 시범 서비스 시작
- 2008년 11월 (구) 온미디어 (현) CJ E&M와 계약 및 실시간 방송 시작
- 2009년 4월 브랜드네임 변경 메가TV → QOOK TV
- 2011년 2월 브랜드네임 변경 QOOK TV → olleh TV
- 2011년 3월 Mnet 및 tvN (현) CJ ENM 채널 송출 개시
- 2013년 11월 업계 최초 한국영화 시청기간 2일에서 7일로 확대 적용
- 2013년 12월 광대역 Full HD 화질 제공
- 2014년 9월 올레 GiGA UHD TV 출시
- 2020년 8월 넷플릭스와의 제휴 개시
- 2022년 10월 4일 브랜드네임 변경 olleh TV → Genie TV

## 채널
- 채널목록

## 같이 보기

### 일반 주제
- 기가지니
- KT스카이라이프
- Seezn

### 경쟁 IPTV 업체
- B tv (SK브로드밴드)
- U+ TV (LG U+)